# Eucyrtopogon nigripes
Eucyrtopogon nigripes là một loài ruồi trong họ Asilidae. Eucyrtopogon nigripes được Jones miêu tả năm 1907. Loài này phân bố ở vùng Tân Bắc giới.